# Allium lojaconoi
Allium lojaconoi — вид рослин з родини амарилісових (Amaryllidaceae); ендемік Мальти.

## Опис
Цибулина яйцювата або субкуляста діаметром 4–6 мм. Стебло заввишки до 10 см, максимальний діаметр до 1 мм, гладке, вкрите листовими оболонками в нижній половині. Листків 4–5, тонкі, зелені, сплюснуті, 2–5 см завдовжки і 0.8–1.5 мм завширшки, з 5 скошеними ребрами на спинній поверхні. Суцвіття з 2–12 квіток. Оцвітина урноподібна; листочки оцвітини від рожево-білих до пурпурових, ланцетоподібних і гострих на верхівці, завдовжки 5–7 мм і шириною 1–1.2 мм, з виноградно-пурпуровою центральною жилкою, коротко сплавлені біля основи кільцем. Коробочка завдовжки 4 мм і шириною 3.5–4 мм, субкуляста.
Цвіте у червні та липні.

## Поширення
Ендемік Мальти.
Зростає на прибережних ділянках, як правило, в кишенях неглибокого ґрунту серед скель у степу й гаригі й по сторонах скельних долин.

## Загрози й охорона
Основними загрозами є збурення з боку людини: топтання, топтання транспортом, полювання, пікніки, несанкціоноване захоронення сміття, поширення інвазивних чужорідних видів.
Вид охороняється мальтійським національним законодавством. Він зростає в ряді заповідних територій, включаючи ділянки Natura 2000, але в більшості цих районів відсутні плани управління і не відбувається активного управління збереженням. Багато з цих районів піддаються різному ступеню порушення людського характеру і вразливі до інвазивних видів.